# We Like We
We Like We är en dansk experimentell, klassisk musikkvartett, bildad 2012.

## Om ensemblen
We Like We består av fyra yngre kvinnor i en ovanlig instrumentkombination, Josefine Opsahl (cello), Katrine Grarup Elbo (violin), Katinka Fogh Vindelev (vokal och elektroniskt) och Sara Nigaard Rosendahl (slagverk). De tre förstnämnda bildade tillsammans med elektronmusikern Kirstine Fogh Vindelev kvartetten hösten 2012, då de studerade vid Köpenhamns musikkonservatorium. Barnafödsel och andra omständigheter gjorde dock att Kirstine Fogh Vindelev blev nödgad att lämna ensemblen efter deras första offentliga konsert 2013 och hon ersattes då av Sara Rosendahl. Samtidigt valde gruppen att gemensamt kombinera deras akustiska instrument med olika elektroniska tillbehör och kallar sig "ett klangkollektiv".
Det speciella med kvartetten, vilket också avspeglar sig i deras ensemblenamn, är att de fyra valt att arbeta helt och hållet i kreativ samverkan med kollektivt musikskapande utgående från improvisationsteknik, något som är mycket ovanligt inom klassisk musik men desto mer vanligt inom genrer som jazz eller rockmusik. Utgående från den klassisk-akustiska grunden experimenterar de även med rytm, elektronik och ljud och framträder inför vitt skilda publikgrupper inom såväl traditionellt klassiska som genreöverskridande sammanhang, till exempel på Roskildefestivalen 2015.
I november 2014 utkom deras första album, A New Age of Sensibility (The Being Music). Titeln är inspirerad av den engelska benämningen på engelsk litteratur under andra halvan av 1700-talet, "An Age of Sensibility", under den så kallade upplysningstiden av samhälleliga och idémässiga förändringar och speglar ensemblens strävan efter samhällsförnyelse med nya former av samverkan i stället för egoistiskt präglad konkurrens.

## Diskografi
- 2014 – A New Age of Sensibility (The Being Music)